# 克雷斯特萊恩 (堪薩斯州)
克雷斯特萊恩（英語：Crestline）為美國堪薩斯州切羅基縣的非建制地區，坐落在400號美國國道上。克雷斯特萊恩位於縣治哥倫布東方，兩地相距12.1（7.5英里）。此社區境內擁有一所郵政局，郵區編號為66728。

## 歷史
聖路易斯-舊金山鐵路於克雷斯特萊恩境內設有一座車站。

## 延伸閱讀
- History of Cherokee County, Kansas; Nathanial Allison; Biographical Publishing; 646 pages; 1904. (Download 31MB PDF eBook)

## 外部連結
- USD 493 （页面存档备份，存于）, local school district
- Cherokee County Map （页面存档备份，存于）, KDOT